# Edmund Jernside
Edmund 2. el. Edmund Jernside (født ca. 989, død 30. november 1016) var konge af England fra 23. april 1016 frem til sin død et halvt år senere. Han var søn af Ethelred den rådvilde og Aelgifu af York. Edward Bekenderen var hans halvbror. Han fik tilnavnet "Ironside" ("jernside") på grund af sine militære bedrifter.
I 1015 giftede Edmund sig med Ealdgyth. Efter farens død blev Edmund valgt til konge af befolkningen i London. Hans rival, Knud den store, havde større støtte end ham i resten af landet. 
Han havde to børn, som er kendt for eftertiden:
- Edward Aetheling (1016–1057)
- Edmund (født ca. 1017)

Knud den Store gik i land i England i maj 1016, og en række træfninger fandt sted i de følgende måneder, heriblandt slaget ved Brentford, hvor Edmund sejrede. I oktober under slaget ved Assandun led Edmund et så stort nederlag, at han måtte underskrive en traktat med Knud den Store, hvor Edmund fik lov at beholde Wessex, mod at det var klart, at den af dem, som overlevede den anden, skulle regere over hele England. Kort tid efter, at denne aftale blev indgået, døde Edmund, og det nævnes i nogle kilder, at han blev myrdet, mens andre middelalderlige kilder, herunder Encomium Emmae Reginae, ikke nævner et mord. Ifølge en version af historien, blev han dræbt ved at en rødglødende ildrager blev stukket op i tarmene, mens han sad på toilettet. En anden, Geoffrey Gaimar, nævner en armbrøst. 
Han blev begravet i Glastonbury Abbey.